# Warquignies
Warquignies is een dorp en voormalige mijngemeente in de Borinage van de Belgische provincie Henegouwen, en een deelgemeente van de Waalse gemeente Colfontaine. Tot 1 januari 1977 was het een zelfstandige gemeente.

## Bezienswaardigheden
- Het Kasteel van Warquignies stamt uit de 16e eeuw en kwam uiteindelijk aan de gemeente die het in 1920 verkocht aan een particulier welke het opknapte en er een brouwerij in vestigde. Later werd het opnieuw verkocht.
- De Onze-Lieve-Vrouwekerk (Église Sainte-Vierge) is een neoromaans kerkgebouw van 1898.
- De Begraafplaats van Warquignies

## Natuur en landschap
Ten zuiden van Warquignies ligt het Bos van Colfontaine. De plaats ligt aan de zuidrand van de Borinage en is vastgebouwd aan andere kernen. De hoogte aan de kerk bedraagt 112 meter.

## Economie
Al in 1470 werd melding gemaakt van steenkoolwinning. Vanaf 1765 werden primitieve stoommachines ingezet. In 1850 kwam aan de steenkoolwinning een einde.

## Demografische ontwikkeling
- Bronnen:NIS, Opm:1831 tot en met 1970=volkstellingen, 1976= inwoneraantal op 31 december

## Nabijgelegen kernen
Petit-Wasmes, Boussu-Bois, Dour, Blaugies